# World of Warcraft
World of Warcraft (срп. Свет Воркрафта; позната као и WoW) је Близардова ММОРПГ видео-игра смештена у  универзуму, који је први пут представљен у Warcraft: Orcs & Humans 1994. године. World of Warcraft је смештен у свет Азерот отприлике четири године после дешавања у игри Warcraft III: The Frozen Throne. Компанија Близард је најавила игру 21. септембра 2001. године. Игра је објављена 23. новембра 2004. на десету годишњицу Воркрафт франшизе. За играње саме игре потребно је плаћање месечне претплате која износи 12.99 € (око 1500 РСД).
Прва експанзија игре, под именом World of Warcraft: The Burning Crusade, је издата 16. јануара 2007. године. Друга експанзија, под именом  је издата 13. новембра 2008. године. Трећа експанзија, под именом  је издата 7. децембра 2010. године. Четврта експанзија најављена је на BlizzCon-у 2011. године под именом World of Warcraft: Mists of Pandaria а издата је 25. септембра 2012. године. Пета експанзија најављена је на Blizzcon-у 2013 8. новембра 2013. под називом World of Warcraft: Warlords of Draenor а издата је 13. новембра 2014. године. Шеста експанзија под називом World of Warcraft: Legion је најављена на GamesCon-у 2015, 6. августа 2015. године a издата је 30. августа 2016. године. Седма експанзија под називом World of Warcraft: Battle for Azeroth најављена је на Blizzcon-у 2017 3. новембра 2017. године, а издата је 14. августа 2018. године.
Са више од 12 милиона претплатника од октобра 2012, World of Warcraft је тренутни MMORPG са највише претплатника на свету и држи Гинисов рекорд за најпопуларнији MMORPG. Априла 2008. World of Warcraft је процењен да држи 62% MMORPG претплатнички маркет. Такође је проглашен за најбољу игру света за 2013-2014 годину.

## Начин игре

### Почињање карактера или играчке сеансе
Као и са многим играма истог жанра, играч контролише аватар у играчком свету и то у трећем или првом лицу, истражујући свет, борећи се против разних чудовишта, завршавајући задатке, контактирајући са такозваним не-играчким карактерима (енгл. non-player character или скраћено NPC) или са другим играчима. Такође заједничко са другим MMORPG играма је то да се World of Warcraft претплаћује да би се играо, купујући припејд играчке карте за играње на одређено време или плаћање путем кредитне или дебитне картице.
Да би ушао у игру, играч прво мора да одабере домен (понекада назван сервер). Сваки домен се понаша као индивидуална копија играчког света и дели се на четири категорије. Домени су сврстани по категоријама:
- Играч против околине (енг. Player versus environment, скраћено PvЕ) се фокусира на убијање чудовишта и завршавање задатака.
- Играч против играча (скраћено PvP), где су борбе између играча честе.
- Игра играња улога (скраћено RP), где играч мора да што реалистичније тумачи свој лик како и у понашању, тако и у говору.
- Игре играња улога и играч против играча (скраћено RP-PvP) је комбинација где играчи тумаче своје карактере а и борба између фракција се подразумева.

Поред ових категорија, домени се деле и по језику, са играчком подршком у доступном језику. Играчи могу да праве лика на свим доменима, а такође могу и да преселе лика између домена уз новчану надокнаду.
Да би створио новог играчког карактера, и да би се придржавао синопсиса из претходних игра серијала, играч мора да изабере две сукобљене фракције Алијансу (енгл. Alliance) или Хорду (енгл. Horde). Играчки карактери сукобљене фракције могу да одржавају основну комуникацију, али само играчи исте фракције могу да разговарају, шаљу поруке, организују у групе или удружења (енгл. guilds). Играч бира расу за карактера, као што су Орци (енг. Orcs) и Тролови (енг. Trolls) за Хорду, или Људи (енг. Humans) или Патуљци (енг. Dwarves) за Алијансу. Такође, играч мора да изабере класу за свог играчког карактера, са избором као што су магови (енг. mages), ратници (енг. warriors) или свештеници (енг. priests).

### Понашање у игри
Како играчки карактер постаје све развијенији, они добијају различите таленте и вештину (енгл. skill), која је потребна да би се дефинисале способности тог карактер. Професије као што су шивење (енгл. tailoring), ковање (енгл. blacksmithing) или рударство (енгл. mining) се могу научити. Секундарне вештине као што су риболов, кување или прва помоћ карактери такође могу научити. Играчки карактери такође могу да формирају удружења или да им се придруже, што омогућава играчу да има уједињенију комуникацију, да дел име удружења или идентите, а такође и банку удружења (енгл. guild bank) и доприносе.
Велики део игре чини испуњавање задатка (енг. questing). Ови задаци, или другачије зване мисије, добијају се од стране NPC-а. Квестови обично награђују комбинацију искуствених поена (енг. experience points), предмета (енг. items) и новца из игре. Квестови такође омогућавају играчком карактеру да добије приступ новим вештинама и способности, и истраживање нових регија. Такође се путем квестова прича из игре одвија. Путем текста из квестова и путем скриптоване NPC-ове акције. Квестови су повезани заједничком темом и формирају такозвани ланац квестова (енг. Quest chains). Квестови често имају за циљ убијање одређеног броја створења, скупљање одређеног броја ресурса, тражење сакривеног предмета,, разговор са различитим NPC-овима, посећивање одређене локације, интеракцију са неким објектом у свету, или достављање неког предмета на неку локацију.
Док играч може деловати сам, он такође може формирати групу са другим играчима, како би му био доступан нови садржај. На овај начин класа на лика има одређену улогу у групи. World of Warcraft користи такозвани „бонус на одмарање“ систем (енг. rested bonus system). Овај систем омогућава да лик добија искуствене поене, док играч не проводи неко време у игри. Када играчки карактер погине он постаје дух или варка за Ноћне Вилењаке (енг. Night Elf) на најближем гробљу. Лик може оживети од стране лика који има ту способност или може сам себе да оживи, ако играч свог лика доведе до места где је погинуо. Када играчки карактер погине сви предмети које је користио док је био жив постају оштећени и имају слабију статистику. Њих могу преправити специјални NPC-ови или ликови са том способношћу. Предмети који су тешко оштећени не могу се користити док се не поправе. Ако се не може доћи до тела преминулог лика, играч може да путем такозваног исцелитеља душа (енг. spirit healer) оживи свог играчког карактера. Када исцелитељ оживи лика сви предмети које је користио играч у тренутку смрти се даље оштећени и играчки карактер је додатно ослабљен на десет минута. Ова болест васкрснућа (енг. resurrection sickness) се не јавља и оштећење предмета је мање, ако се играчки карактер ускрсне налажењем свог тела или ако је оживљен од стране другог играча са том способношћу.
Игра садржи разне врсте механизма играња играча против играча. Неки релмови дозвољавају борбе између играча између супротне фракције скоро све време и локације у играчком свету. PvE играчи дозвољавају играчу да бира да ли ће да се бори у борби против других играча. На серверима оба типа постоје регије у којем су борбе дозвољене за свакога. На PvE серверима играчи имају опцију да се „маркирају“ (енг. flag), чиме постају доступни за напад играчима противничке фракције. Бојишта (енг. battleground), на пример, су слични тамницама (енг. dungeons), где само одређени број ликова може да уђе, али се могу направити више копија, како би се ускладили са новим играчима. Свако бојиште има своји циљ, као што је заробљивање заставе или убиство противничког генерала, да би се постигла победа. Завршавање боја награђује играча токеновима и чаственим поенима (енг. honor points), који се могу користити да би купили различити предмети, Победници добијају више част од губитника. Међутим, такође се добија част за убијање играча на бојишту.

### Поставка
Због дељења речи Warcraft у наслову са Warcraft стратегијском серијалу видео-игара, World of Warcraft је постављен у истом свету Азероту и дели слични графички правац.
World of Warcraft се одиграва у 3Д репрезентацији Warcraft универзума у којем играч може да делује путем лика. Свет из игре се првобитно састојао из два континента у Азероту: Калимдор (енг. Kalimdor) и Источна Краљевства (енг. Eastern Kingdoms). Пет одвојених експанзија су додале свет Аутленд (енг. Outlands), континент Нортренд (енг. Northrend), полуострво Гилнејес (енг. Gilneas), острво Кезан (енг. Kezan), континент Пандарију (енг. Pandaria) и свет из прошлости Дренор (енг. Draenor). Како играч истражује нове локације, нови путеви и начини транспорта постају доступни. Играч може да искористи такозване „господаре летова“ (енг. flight masters) да би са новооткривене локације летео ка старијим локацијама у другим деловима света. Играч такође може да користи бродове, цепелине или портале да би се кретао између континента. И ако је свет из игре исти сваког дана, сезонски догађаји се организују, како би рефлектовали сезонским догађајима у свету - као што је Ноћ вештица, Божић, Дечја недеља, Ускрс и Средина лета. Локације такође имају различите временске прилике, између осталог: киша, снег, и пешчана олуја.
Неки објекти су доступни за играче док су у градићима и градовима. У сваком великом граду, лик може да приступи банци да би оставио предмете, као благо или направљени предмети. Сваки лик има приступ персоналној банкашком простору са опцијом куповања додатног простора користећи златнике у игри. Као додатак банка удружења (енг. guild banks) су доступне за коришћење чланова удружења, са рестрикцијама које је поставио вођа удружења. Аукцијске куће су исто доступне играчима како би продавали и куповали различите предмете. Аукцијска кућа има сличан принцип рада као онлајн аукцијски сајтови. Играч може такође да користи поштанско сандуче, које се може наћи у готово сваком граду. Поштанско сандуче се користи како би се покупио предмети купљени на аукцији и за слање порука, предмета и злата из игре.
Неки изазови у World of Warcraft-у траже од играча да формирају групу да би их завршили. Овакви изазови се обично дешавају у тамницама или боље знане као инстанце (енг. instance) у којима група играча може да игра. Рећ инстанца долази од тога да свака група има копију, или инстанцу, тамнице, са свим својим непријатељима које морају да поразе и своје сопствено благо или награду. Ово омогућава групи да завршавају квестове и да истражују регије, а да их други не ометају. Тамнице су распрострањене широм игре и дизајниране су да играче разних нивоа. Типична тамница ће дозволити петорици играча да ућу. Неке тамнице понекад траже од више играча да се групишу и формирају рејд (енг. raid, прим. прев. препад, провала), који може да садржи и до 40 играча, како би се суочили са најтежим изазовима. Баш као рејд што рејд базиран на тамници, неколико створења постоје ван њих дизајнираних за рејдовске нападе.

### Расе и класе
Играч може да изабире једну од тринаест могућих раса и класа.
Шест раса је на страни Савезника (Alliance):
- Људи (Humans),
- Патуљци (Dwarves),
- Гномови (Gnomes),
- Ноћни вилењаци (Night Elves),
- Драенеи (Draenei),
- Воргени (Worgen),

Шест раса је на страни Хорде - (Horde):
- Орци (Orcs),
- Таурени (Tauren),
- Тролови (Trolls),
- Немртви (Undead),
- Крвави вилењаци (Blood Elves) и
- Гоблини (Goblins)

И Неутрална раса која може да изабере страну је:
- Пандарени (Pandaren).

Од избора класа постоје:
- Друид (Druid),
- Ловац (Hunter),
- Чаробњак (Mage),
- Паладин (Paladin),
- Битанга (Rogue),
- Свештеник (Priest),
- Шаман (Shaman),
- Вештац (Warlock),
- Ратник (Warrior),
- Витез смрти (Death Knight)
- Монах (Monk) и
- Ловац на демоне (Demon Hunter).

|                                    | Расе Алијансе | Расе Алијансе                | Расе Алијансе    | Расе Алијансе     | Расе Алијансе           | Расе Алијансе                | Расе Хорде       | Расе Хорде       | Расе Хорде  | Расе Хорде        | Расе Хорде                          | Расе Хорде                    | Неутрална раса             |
| Класе                              | Људи (Humans) | Ноћни Вилењаци (Night Elves) | Гномови (Gnomes) | Патуљци (Dwarves) | Драенеи (Draenei) (TBC) | Воргени (Worgen) (Cataclysm) | Тролови (Trolls) | Таурени (Tauren) | Орци (Orcs) | Не-мртви (Undead) | Крвави Вилењаци (Blood Elves) (TBC) | Гоблини (Goblins) (Cataclysm) | Пандарени (Pandaren) (MoP) |
| Друид (Druid)                      | Не            | Да                           | Не               | Не                | Не                      | ДаC                          | ДаC              | Да               | Не          | Не                | Не                                  | Не                            | Не                         |
| Ловац (Hunter)                     | ДаC           | Да                           | Не               | Да                | ДаTBC                   | ДаC                          | Да               | Да               | Да          | ДаC               | ДаTBC                               | ДаC                           | ДаMoP                      |
| Чаробњак (Mage)                    | Да            | ДаC                          | Да               | ДаC               | ДаTBC                   | ДаC                          | Да               | Не               | ДаC         | Да                | ДаTBC                               | ДаC                           | ДаMoP                      |
| Свети Витез (Paladin)              | Да            | Не                           | Не               | Да                | ДаTBC                   | Не                           | Не               | ДаC              | Не          | Не                | ДаTBC                               | Не                            | Не                         |
| Свештеник (Priest)                 | Да            | Да                           | ДаC              | Да                | ДаTBC                   | ДаC                          | Да               | ДаC              | Не          | Да                | ДаTBC                               | ДаC                           | ДаMoP                      |
| Битанга (Rogue)                    | Да            | Да                           | Да               | Да                | Не                      | ДаC                          | Да               | Не               | Да          | Да                | ДаTBC                               | ДаC                           | ДаMoP                      |
| Шаман (Shaman)                     | Не            | Не                           | Не               | ДаC               | ДаTBC                   | Не                           | Да               | Да               | Да          | Не                | Не                                  | ДаC                           | ДаMoP                      |
| Вештац (Warlock)                   | Да            | Не                           | Да               | ДаC               | Не                      | ДаC                          | ДаC              | Не               | Да          | Да                | ДаTBC                               | ДаC                           | Не                         |
| Ратник (Warrior)                   | Да            | Да                           | Да               | Да                | ДаTBC                   | ДаC                          | Да               | Да               | Да          | Да                | ДаC                                 | ДаC                           | ДаMoP                      |
| Витез Смрти (Death Knight) (WotLK) | ДаWotLK       | ДаWotLK                      | ДаWotLK          | ДаWotLK           | ДаWotLK                 | ДаC                          | ДаWotLK          | ДаWotLK          | ДаWotLK     | ДаWotLK           | ДаWotLK                             | ДаC                           | Не                         |
| Монах (Monk) (MoP)                 | ДаMoP         | ДаMoP                        | ДаMoP            | ДаMoP             | ДаMoP                   | Не                           | ДаMoP            | ДаMoP            | ДаMoP       | ДаMoP             | ДаMoP                               | Не                            | ДаMoP                      |
| Ловац на Демоне (Demon Hunter) (L) | Не            | ДаL                          | Не               | Не                | Не                      | Не                           | Не               | Не               | Не          | Не                | ДаL                                 | Не                            | Не                         |

- TBC – додаци доступни путем експанзије The Burning Crusade
- WotLK – додаци доступни путем експанзије Wrath of the Lich King
- C – додаци доступни путем експанзије Cataclysm
- MoP – додаци доступни путем експанзије Mists of Pandaria
- L – додаци доступни путем експанзије Legion

## Развој
је први пут најављен од стране Blizzardа на ECTS-у септембра 2001. Развој игре је трајао 4-5 година и укључивало је опсежна тестрирања. Тродименизионална графика у WoW-у користе елементе властитог графичког енџина оригинално коришћеног у „Warcraft III“. Игра је дизајнирана да буде типа отворене средине где је играчима дозвољено да раде шта желе. Квестови су опционални и дизајнирани су да помогну наводећи играча, да му помогну да развије лика и да га шаље у различите зоне, како би се избегло оно што су дизајнери назвали „играчки судар.“ Интерфејс игре омогућава играчу да прилагоди приказ и контроле, а такође и да прикључке и модификације.

## Продаја виртуелне робе у реалном свету
Као и код других ММОРПГ игара појавиле су се компаније које нуде виртуелно злато и разне услуге "фармовања" разних валута које се користе у игри, гомилање велике количине злата и других ствари које се купују за стварни новац се популарно зове и "голд фарминг".